# Rio Jaciparaná
Rio Jaciparaná är ett vattendrag i Brasilien.   Det ligger i delstaten Rondônia, i den västra delen av landet, 1 900 km väster om huvudstaden Brasília.
I omgivningarna runt Rio Jaciparaná växer i huvudsak städsegrön lövskog. Trakten runt Rio Jaciparaná är nära nog obefolkad, med mindre än två invånare per kvadratkilometer.